# 里亚克朗孔
里亚克朗孔（法語：Rilhac-Rancon，法語發音：[ʁijak ʁɑ̃kɔ̃]）是法国新阿基坦大区上维埃纳省的一个市镇，位于该省中部偏南，省会利摩日市区以北，属于利摩日区。

## 地理
里亚克朗孔（45°53'49"N, 1°19'7"E）面积17.42 平方千米，位于法国新阿基坦大区上维埃纳省，该省份为法国中西部省份，北起顺时针与安德尔省、克勒兹省、科雷兹省、多爾多涅省、夏朗德省和维埃纳省接壤。
与里亚克朗孔接壤的市镇（或旧市镇、城区）包括：昂巴扎克、维埃纳河畔勒帕莱、博纳克拉科特、利摩日、圣普列斯特托里永。

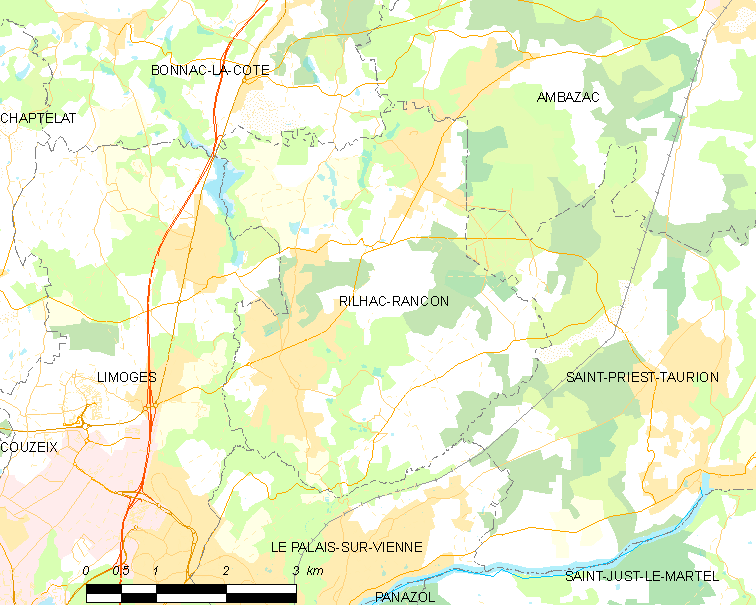
里亚克朗孔的OSM定位图

里亚克朗孔的时区为UTC+01:00、UTC+02:00（夏令时）。

## 行政
里亚克朗孔的邮政编码为87570，INSEE市镇编码为87125。

## 政治
里亚克朗孔所属的省级选区为利摩日第五县。

## 人口

1962-2008年间里亚克朗孔人口变化图示

里亚克朗孔于2022年1月1日时的人口数量为4733人。